# Спектроманија (Код Лиоко)
Спектроманија (фр. Spectromania) је трећа епизода француске игране и анимиране телевизијске серије Код Лиоко: Еволуција, рађене по серији Код Лиоко, која је такође и пета сезона те серије.

## Опис
Данас је обичан дан у Кадик академији. Неочекиван мали дечак долази до Аелите и загрли је. Од се шали о спонтаној љубави према дечаку, али Аелита се не осећа добро. Улрик интервенише, повлачи дечака од Аелите, али почиње да има буку у ушима… Онда, бесмислени дечак покушава да загрли Јуми. Девојчица одмах постаје лоше и Џереми схвата да је ово чудно дете заправо спектар, који је дошао да украде изворне кодове.
Момци се закључавају у соби, али спектар се неће повући и стрпљиво чека напољу. Улрик, Јуми и Аелита се осећају горе. Од одлучује да остане и да скрене пажњу спектра, док други излазе кроз прозор и иду у фабрику. Од барикира врата са метлом. Када су дошли у лабораторију, хероји се одмах виртуелизују. Налазе се у пустињском сектору. Момци се више не осећају уморно захваљујући виртуелизацији. Они се шаљу у торањ и суочавају се са блоковима и тарантулом. Почиње борба.
На Земљи, Ода налази Џим. Момак је приморан да напусти своје скровиште трчећи кроз коридоре Кадик академије, збуњујући спектра. Када је Од сигуран да се одвојио од свог гонитеља, спектар га хвата. У пустињском сектору, Улрик уништава тарантулу, но друго чудовиште га девиртуелизује. Јуми покушава да прочисти пут и не дозвољава преосталим блоковима да дођу до Аелите. Један од блокова избацује препреку и девиртуелизује Аелиту.
Ситуација изгледа критично. Џереми нуди да врати Јуми на Земљу и да остану унутар лабораторије, док Аелита не може поново да иде у Лиоко. Али Аелита има још једну идеју: она предлаже да Јуми деактивира торањ уместо Аелите. Џереми и Јуми су изненађени, али одлучују да пробају. Улрик одлази да помогне Оду.
Изгледа да је Од у реду. Иако га је спектар напао, дечак не осећа никакву слабост или умор. Он успева да се ослободи од детета, држећи га на зиду. Џим почиње да се свађа са Одом због оштећења детета. Спектар трчи, а наставник покушава да га ухвати. У том тренутку се појављује Улрик, који каже Оду да оде и да се сакрије негде. Али пријатељ га не чује: напад спектра је учиинио Ода глувим. Момци одлазе, да се опорављају у својој соби. Џим прогања спектра, али дете нестаје. Опасни спектар стиже до врата Улрикове и Одове собе и покушава да избаци врата…
У међувремену у Лиоку, Јуми, пратећи Аелитине инструкције, улази у торањ, добија приступ интерфејсу и уноси код Лиоко. На Земљи спектар нестаје пре него што је успео да отвори врата. Џереми и Аелита причају о томе шта се догодило. Аелита верује да изворни кодови које је Ксена сакривао у њима, омогућавају осталима да деактивирају торњеве. Неочекивано суперскенер открива други торањ. Џереми схвата да их је Ксена преварио. Сигнал првог торња није им дозволио да пронађу други… А то значи да негде лута још један спектар.
Јуми иде у други торањ. На Земљи, Од и Улрих пажљиво излазе из собе, јер Од жели да помогне Јуми да дође до торња. У међувремену, Аелита покушава да анализира други торањ, да сазна како изгледа други спектар. Ускоро она то успева. Испада да је други клон копија Улрика! Она зове Ода да га упозори. Момак се уплаши и трчи у фабрику да би био сигуран. Улрик нема начина да стигне у фабрику: изненада, појављује се његов клон, блед и одлучан.
Улрик бежи и поново се закључава у своју собу, док спектар покушава да избаци врата са својим раменима. У међувремену, Јуми се приближава торњу, али крабе уништавају њен Овервинг. Од се виртуелизује и ступа у борбу. После губитка свог возила, Јуми пада у замку и девиртуелизује се. Од не може да стигне на време да је спасе, али уништава крабу. Сада Од мора да деактивира торањ. Због своје анксиозности, суочава се са великим тешкоћама, покушавајући да уђе у торањ, за разлику од Јуми. На крају, пење се на спрат и деактивира овај торањ. Клон нестаје одмах након тога, након што је успео да отвори врата.
Џереми ствара сат за сваког од Лиоко ратника. Повезани са њима у реалном времену, сат дозвољава Џеремију да сазна број изворних кодова, који су остали унутар њих, у електричном току њихових тела… Резултат провере изазива анксиозност: Од је већ изгубио много кодова. Комбинујући податке, Џереми израчунава ниво који је Ксенина моћ достигла, алармантан број: 70%. Ако успе да опорави све кодове, добиће контролу над мрежом, а онда ништа неће моћи да га заустави.

## Емитовање
Ова епизода је премијерно приказана 5. јануара 2013. године на телевизијском каналу „France 3“. У Србији, епизода је премијерно приказана 15. децембра 2013. на каналу ТВ Ултра.